# Semiothisa curvilineata
Semiothisa curvilineata är en fjärilsart som beskrevs av W. Warren 1899. Semiothisa curvilineata ingår i släktet Semiothisa och familjen mätare. Inga underarter finns listade i Catalogue of Life.